# أريز (اسم)
أَرِيز هو اسم علم مذكر من أصل عربي، وجاء الاسم على صيغة فعيل، ومعناه هو عميد القوم والشديد.

## الأصل اللغوي
أَرَزَ يَأْرِزُ أُرُوزًا: تَقَبَّضَ وتَجَمَّعَ وثَبَتَ، فهو آرِزٌ وأَرُوزٌ، ورجل أَرُوزٌ: ثابت مجتمع. ارَزَ فلان يَأْرِزُ أَرْزًا وأُرُوزًا إِذا تَضامَّ وتَقَبَّضَ من بخْلِه، فهو أَرُوزٌ. وأَرِيزَةُ القوم: عَمِيدُهم. وروي عن أَبي الأَسود الدؤلي أَنه، قال: إِن فلانًا إِذا  سئل أَرَزَ وإِذا دُعِيَ اهْتَزَّ؛ يقول : إِذا سئل المعروفَ تَضامَّ وتَقَبَّضَ من بخله ولم ينبسط له، وإِذا دعي إِلى طعام أَسرع إِليه. وروي عن رسول الله ﷺ: مَثَلُ الكافر مَثَلُ الأَرْزَةِ المُجْذِيَةِ على الأَرض حتى يكون انْجِعافُها مرةً واحدة.